# Осипенківська сільська рада
Осипенківська сільська рада — орган місцевого самоврядування Осипенківської сільської громади у Бердянському районі Запорізької області.

## Склад ради
Рада складається з 22 депутатів та голови.

## Керівний склад сільської ради
| ПІБ                           | Основні відомості                                                 | Дата обрання | Дата звільнення |
| ----------------------------- | ----------------------------------------------------------------- | ------------ | --------------- |
| Кривцун Олексій Володимирович | Сільський голова, 1974 року народження, освіта, безпартійний      | 26.03.2006   | 31.10.2010      |
| Кривцун Олексій Володимирович | Сільський голова, 1974 року народження, освіта вища, безпартійний | 31.10.2010   |                 |

Примітка: таблиця складена за даними джерела